# 反克罗地亚民族情绪
反克罗地亚民族情绪（克羅地亞語：croatophobia）是一种对克羅埃西亞人以及克罗地亚国家的歧视和偏见。从19世纪开始，塞尔维亚人就格外地敌视克羅埃西亞人，这种现象至今仍然存在。

## 19世纪的民族主义
19世纪中期产生了一些新兴的民族国家，就在这时克罗地亚人和塞尔维亚人之间出現了紧张关系。塞尔维亚首相Ilija Garasanin在他的Nacertanije（大塞爾維亞，1844年）:3构想中声称保加利亞人、马其顿人、阿爾巴尼亞族、蒙特內哥羅人、波士尼亞克人、马扎尔人以及克罗地亚人所居住的土地都属于塞尔维亚领土的一部分  :3。Garasanin的计划中还包括将塞尔维亚的影响力扩散到上述土地 :3–4。他提议同化克罗地亚人，并称克罗地亚人是“有着天主教信仰的塞尔维亚人”  :3  :3–4。这个计划认为上述民族缺乏民族主义意识。19世纪50年代，武克·斯特凡诺维奇·卡拉季奇否认了世界上存在克罗地亚民族和克罗地亚语，並同樣将他们算作“天主教塞尔维亚人”。在当时，克羅埃西亞王國是哈布斯堡君主國统治下的一个王国，克羅埃西亞王國还有两块领土（達爾馬提亞王國和伊斯特拉半島）是哈布斯堡王朝的皇冠领地。克罗地亚权利党（Croatia Party of Rights）的领袖Ante Starcevic则支持克罗地亚成为一个独立国家。1878年奥匈帝国占领了波士尼亞和赫塞哥維納，塞尔维亚脱离奥斯曼帝国的统治获得了独立。这时克罗地亚和塞尔维亚双方都声称拥有波斯尼亚和黑塞哥维那，双方的关系进一步恶化。1902年，塞尔维亚人Nikola Stojanovic的一篇文章被重新印刷并刊登在塞尔维亚独立党（总部位于萨格勒布）的官方出版物上，这篇文章名为《不是你死就是我亡》，其中作者否认了克罗地亚民族的存在并声称塞尔维亚人和克罗地亚人之间的冲突不可避免。
塞尔维亚人和克罗地亚人之间的战争只能有一方获胜，不是你死就是我亡。双方之中必有一方屈服于另一方，而屈服的那一方必定是克罗地亚人，因为他们在数量上占少数，地理位置不利，而且还和塞尔维亚人混合在一起。进化论告诉我们，只有塞尔维亚民族才意味着进步。——Nikola Stojanovic，Srbobram，1902年
19世纪期间，还有一些意大利激进民族主义者试图散播“克罗地亚民族没理由存在”的言论：因此亚得里亚海东海岸的斯拉夫人（指克罗地亚人和斯洛維尼亞人）应当被意大利化，东海岸的领土也应归属義大利。

## 切特尼克
1941年，切特尼克理论家Stevan Moljevic声称要对克罗地亚人进行种族清洗，並要將这个种族从其聚居地完全驱逐。为了达成大塞尔维亚国家的目标，Moljevic提议将生活在赛尔维亚和斯洛文尼亚之间的大片土地上的克罗地亚人和穆斯林驱逐出去。切特尼克组织的领导人德拉查·米哈伊洛維奇在1941年12月20日发布了一项命令，命令新上任的黑山地区指挥官Dordije Lasic少校和Pavle Durisic上尉清除在塞尔维亚南部、东部以及北部的一切非塞尔维亚成分，以建立一个大塞尔维亚国家。命令中的其中一条是：必須清除桑扎克地区的穆斯林人口以及波黑地区的穆斯林及克罗地亚人口，这样才能建立塞尔维亚和黑山以及塞尔维亚和斯洛文尼亚之间的边境线。

## 南斯拉夫战争
1989年塞爾維亞總統斯洛博丹·米洛舍维奇上台后，多个切特尼克组织卷土重来，米洛舍维奇的政权对1990-1992年爆发的切特尼克叛乱负有极大责任，而且该政权也在此后为切特尼克组织提供资金。切特尼克组织的意识形态受到了塞爾維亞科學與藝術學院中的备忘录的影响。1989年6月28日，当天是科索沃战役的600周年纪念日，在北达尔马提亚、克宁、奧布羅瓦茨和本科瓦茨（都是‘旧切特尼克据点’），塞尔维亚人举行了第一次反克罗地亚政府示威游行。在同一天，二战时期的切特尼克组织指挥官Momcilo Dujic宣称佛伊斯拉夫·塞塞利将“立即成为一名‘vojvoda’以及一名vladika（高级宗教等级）统一者”，同时命令佛伊斯拉夫·塞塞利“将所有克罗地亚人、阿尔巴尼亚人以及一切外来分子从神圣的塞尔维亚土地上驱逐出去”，并声称只有在清理了所有犹太人、阿尔巴尼亚人和克罗地亚人之后他才会重新回到塞尔维亚。
佛伊斯拉夫·塞塞利是一名激进的塞尔维亚民族主义者，他提倡成立一個没有少数民族的大塞尔维亚国家，但他也强调东正教塞尔维亚人、天主教塞尔维亚人、穆斯林塞尔维亚人以及无神论塞尔维亚人之间的团结与和谐，他還将克罗地亚人定性为天主教塞尔维亚人。1991年末，武科瓦爾戰役期间，佛伊斯拉夫·塞塞利前往伯罗沃会见了当地的一位塞尔维亚东正教主教，并公开地将克罗地亚人形容成一个必将灭绝的堕落民族。1992年5月和7月，佛伊斯拉夫·塞塞利访问了位于伏伊伏丁那的Hrtkovci村，公开地宣布针对当地克罗地亚族人的消滅行动正式开始  。
海牙国际法庭发现有大约17万克罗地亚人被从克罗地亚的领土上驱逐，这块领土正是塞尔维亚军队所试图控制的地方。克罗地亚国内的塞尔维亚人也组成了叛军，这些叛军和塞尔维亚的军队及准军事组织一起，在克罗地亚共和国境内制造了多次大屠杀，犯下了多项战争罪行。据塞尔维亚人在克罗地亚設置的集中营的囚犯协会称，共有8000名克罗地亚平民和战俘（大部分是在武科瓦尔陷落之后被俘的）被关进了塞尔维亚的集中营，这些集中营包括Sremska Mitrovica、Stajicevo营以及Nis营。这些克罗地亚人当中有很多都遭到了严重的虐待和折磨。其中有300人再也没能回来。后来共有4570名监狱犯人对塞爾維亞與蒙特內哥羅（现在的塞尔维亚）进行了法律诉讼，控告他们在集中营内对自己进行了折磨和虐待。
据估计，在米洛舍维奇政府的政治压力下，离开塞尔维亚的克罗地亚人可能有20,000至40,000人。2002年之后，塞尔维亚承认克罗地亚人为少数群体不過根据Tomislav Žigmanov 的说法，在塞爾維亞的克罗地亚人依然生活在恐惧之中，因为他们已成为塞尔维亚最被仇視的少数群体。克罗地亚政府表示，塞尔维亚的反克罗地亚情绪仍然盛行。

## 其他
德国左翼哲学家恩斯特·布洛赫在1975年接受政治周刊《明镜》的采访时称克罗地亚人是法西斯主义者，至少是亲法西斯主义者。
《从克罗地亚人和瘟疫的魔掌中救救我们，上帝》（出版于萨格勒布，2010年）一书中也收录了各种反克罗地亚民族的言论。
在2012年的一次塞尔维亚电讯报采访中，历史学家、塞尔维亚档案馆前任主管Jovan Pejin宣称“克罗地亚人是整个欧洲最落后的民族……克罗地亚民族基本上是由分散的塞尔维亚人、捷克人、波兰人以及俄罗斯人自发组成的。克罗地亚民族是一个人造产物，这个民族所取得的一切成就都建立在谎言的基础之上……克罗地亚人说的是塞尔维亚语，而且还把塞尔维亚语搞得丑陋不堪，因此不难看出，克罗地亚人说的是一种堕落而丑陋的塞尔维亚语。”
在2012年的一次媒体采访上，美国歌手、作词家鲍勃迪伦表示：“如果在你的血统中有奴隶主和3K党的血液，黑人们就能感知到。那种东西是能延续至今的。就像犹太人能感知到纳粹血统、塞尔维亚人能感知到克罗地亚血统一样。”后来在法国的一个克罗地亚人协会就迪伦的言论对他正式提出了法律投诉。
2015年11月4日，在奥林匹亚科斯和萨格勒布迪纳摩的足球赛中，发生了突发事件。希腊球迷和一些贝尔格莱德红星足球俱乐部的支持者混在一起，一同展示切特尼克组织的标志，并呼喊类似“杀光克罗地亚人，这样阿尔巴尼亚人也就不再有兄弟了”的口号。萨格勒布迪纳摩队的球员向裁判抗议此事，并拒绝继续比赛，直到切特尼克组织的标志被撤下才繼續比賽。